# 인엽석
인엽석(燐葉石, 영어: phosphophyllite 포스포필라이트[*])는 인산염 광물로 분류된 희소한 무기물의 한 종류이다. 화학적 조성은 Zn2Fe2+(PO4)2・4H2O이며 페그마타이트나 금속광상의 이차광물로서 생성된다. phosphophyllite라는 이름은 이 광물이 인산염이라는 점에서 인을 뜻하는 phosphorus 및 그리스어로 식물의 잎을 의미하는 phyllon이란 단어를 결합해 만든 이름이다.

## 성질 및 특징
매우 무르고 충격에 약하다. 
(모스 경도 3.5)

## 주요 생산지
볼리비아의 포토시에 있는 세로 리코 광산에서 채굴한 인엽석은 색상이 강하고 아름다웠지만 1950년대 말에는 인엽석이 생성되던 광상은 채굴이 끝나고 말았다. 이외에는 호주, 미국, 독일, 잠비아 등지에서 생성되고 있다.